# Sonya Walger

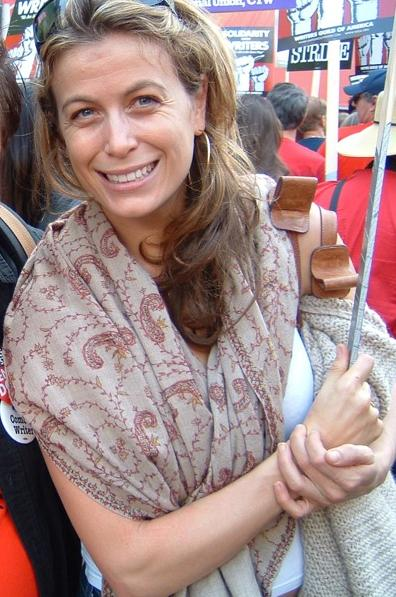
Sonya Walger am Hollywood Boulevard (2007)

Sonya Walger (* 6. Juni 1974 in London) ist eine britische Schauspielerin, die vor allem durch Auftritte in Fernsehserien bekannt wurde.

## Leben und Karriere
Sonya Walger ist Tochter einer Engländerin und eines Argentiniers und wuchs zweisprachig in ihrer Geburtsstadt London auf. Sie erwarb einen Abschluss in Englischer Literatur am Christ Church College in Oxford und widmete sich dann der Schauspielerei.
Walger spielte 1998 in einer Episode der Serie Inspector Barnaby mit und später in zwei Episoden der Krimiserie The Vice. Ihr Spielfilmdebüt gab sie in dem Bibelepos Arche Noah – Das größte Abenteuer der Menschheit an der Seite von Jon Voight. Größere Bekanntheit erlangte sie in den USA durch ihre Darstellung der Sally Harper in der US-Adaption der britischen Sitcom Coupling – Wer mit wem?, welche erstmals 2003 auf Sendung ging. Die Sitcom konnte sich jedoch nicht halten und wurde nach nicht einmal einer komplett gesendeten Staffel abgesetzt. Danach sah man sie unter anderem als Nicole Noone in The Quest – Jagd nach dem Speer des Schicksals
Internationale Bekanntheit konnte Walger schließlich durch ihre Gastauftritte in der Serie Lost erlangen. Hier spielte sie die Rolle der Penelope Widmore und war hier erstmals 2006 zu sehen und tätigte bis 2010 regelmäßige Gastauftritte. In dieser Zeit hatte sie wiederkehrende Auftritte in den Serien Sleeper Cell und CSI: NY.
Außerdem spielte Walger 2007 am Broadway. Im selben Jahr sah man sie in der kontroversen HBO-Serie Tell Me You Love Me. Entgegen einigen Gerüchten ließ Serienschöpferin Cynthia Mort jedoch verlauten, dass keiner der Darsteller in der Serie tatsächlich miteinander geschlafen habe und dass die umstrittenen Szenen simuliert sind. Thema war hier eine Szene, in der Walger ihren Serienpartner Adam Scott mit der Hand stimuliert und zum Ejakulieren bringt.
2008 hatte Walger fünf Gastauftritte in der Serie Terminator: The Sarah Connor Chronicles, bevor sie 2009 eine Hauptrolle in der Serie FlashForward bekam, jedoch wurde die Serie nach einer Staffel abgesetzt. Eine weitere kurzlebige Hauptrolle hatte Walger in der Comedy-Krimiserie Common Law als Dr. Emma Ryan.
Seit Juli 2009 ist Walger mit Drehbuchautor und Produzent Davey Holmes verheiratet und lebt mit ihm in Los Angeles. Sie haben zwei Kinder.

## Filmografie (Auswahl)
- 1998: Heat of the Sun (Fernsehserie, Episode 1x03)
- 1998: Mosley (Fernsehserie, Episode 1x03)
- 1998: Inspector Barnaby (Midsomer Murders, Fernsehserie, Episode 1x03)
- 1999: The Vice (Fernsehserie, Episoden 1x05–1x06)
- 1999: Goodnight Sweetheart (Fernsehserie, 3 Episoden)
- 1999: Polizeiarzt Dangerfield (Dangerfield, Fernsehserie, Episode 6x08)
- 1999: All the King’s Men (Fernsehfilm)
- 1999: Arche Noah – Das größte Abenteuer der Menschheit (Noah’s Ark, Fernsehfilm)
- 2000: Eisenstein
- 2001: The Search for John Gissing
- 2002: 40
- 2001–2002: The Mind of the Married Man (Fernsehserie, 20 Episoden)
- 2003: Coupling – Wer mit wem? (Coupling, Fernsehserie, 10 Episoden)
- 2004: Grand Theft Auto: San Andreas (Videospiel, Stimme)
- 2004: The Quest – Jagd nach dem Speer des Schicksals (The Librarian – Quest for the Spear, Fernsehfilm)
- 2006: Numbers – Die Logik des Verbrechens (NUMB3RS, Fernsehserie, Episode 2x18)
- 2004–2006: CSI: NY (Fernsehserie, 10 Episoden)
- 2006: Caffeine
- 2006–2010: Lost (Fernsehserie, 12 Episoden)
- 2005–2006: Sleeper Cell (Fernsehserie, 4 Episoden)
- 2007: Tell Me You Love Me (Fernsehserie, 10 Episoden)
- 2007: Sweet Nothing in My Ear
- 2008: Terminator: The Sarah Connor Chronicles (Fernsehserie, 5 Episoden)
- 2009–2010: FlashForward (Fernsehserie, 22 Episoden)
- 2010: In Treatment – Der Therapeut (In Treatment, Fernsehserie, 3 Episoden)
- 2012: Common Law (Fernsehserie, 12 Episoden)
- 2012: The Factory
- 2013: Zugelassen – Gib der Liebe eine Chance (Admission)
- 2013: Cold Turkey
- 2013–2014: Parenthood (Fernsehserie, 6 Episoden)
- 2014: The Good Sister
- 2014: Scandal (Fernsehserie, 2 Episoden)
- 2014: Elementary (Fernsehserie, Episode 3x02)
- 2014–2015: Power (Fernsehserie, 4 Episoden)
- 2015: Scorpion (Fernsehserie, Episode 2x09)
- 2015: Transparent (Fernsehserie, Episode 2x04)
- 2016: Visible (Kurzfilm)
- 2016: Criminal Minds: Beyond Borders (Fernsehserie, Episode 1x09)
- 2016: Summer of 8
- 2016: The Escort – Sex Sells (The Escort)
- 2016–2017: The Catch (Fernsehserie, 20 Episoden)
- 2017–2019: Get Shorty (Fernsehserie, 7 Episoden)
- 2017: Bloodline (Fernsehserie, Episode 3x08)
- 2018: Anon
- 2018: Then Came You
- 2019: Clementine
- 2019–2022: For All Mankind (Fernsehserie, 18 Episoden)
- 2020: Anderson Falls – Ein Cop am Abgrund (Anderson Falls)
- 2022: Night Sky (Fernsehserie, 2 Episoden)
- 2023: New Life
- 2025: Forge